# Col d'Alataw
Le col d'Alataw, ou Alataw Shankou, aussi appelé porte de Dzoungarie, est un col de montagne situé à la frontière entre la Chine et le Kazakhstan.
C'est le point le plus occidental de la branche nord de la ligne ferroviaire Lanzhou–Xinjiang. Le poste frontière permet également le passage d'une liaison routière entre les deux pays. C'est un passage important pour les invasions, le commerce et même les flux atmosphériques entre l'Asie centrale et le monde chinois.